# Стилодий
Стило́дий (лат. stylódium) — стерильная часть плодолистика (пестика) между завязью и рыльцем в цветке покрытосеменных растений. Обычно имеет цилиндрическую форму. В апокарпном гинецее, в котором плодолистики не срослись и каждый образует самостоятельный пестик, число стилодиев соответствует числу плодолистиков (у лютика, пиона — несколько, у бобовых — один). В ценокарпном гинецее, в котором плодолистики срастаются только в области завязи, встречаются два и более стилодиев (гвоздичные и др.). При срастании плодолистиков выше завязи вместо нескольких стилодиев образуется один столбик. Функции стилодия те же, что и столбика.
У некоторых покрытосеменных растений стилодий не выражен и рыльце располагается на завязи (например, у рода Degeneria — Дегенерия).